# Juankoski
Juankoski este o fostă comună din Finlanda.